# Margaret Hardenbroeck
Margaret Hardenbroeck (c. 1637 - c. 1691) fue una comerciante prominente y rica en la provincia colonial de Nueva York. Heredó grandes riquezas de su primer marido después de su temprana muerte y más tarde se casó con otro comerciante y terrateniente, Frederick Philipse, que se convirtió en el primer señor de Philipse Manor.

## Primeros años de vida
«Margareta» nació en el Valle del Rin de los Países Bajos en Elberfield. Era hija de Adolph Hardenbruk, un emigrante alemán que vivía en  Nueva Jersey frente a la colonia holandesa de Nueva Ámsterdam junto con su hermano mayor Abel Hardenbroeck, que vino como sirviente de la familia Ten Eyck.

## Carrera
Se estableció en la pujante ciudad a fines de la década de 1650 y trabajó como agente de su primo, Wolter Valck, un comerciante de Ámsterdam. Cambió alfileres, aceites de cocina y vinagre por pieles.

## Incautación británica
El matrimonio de Margaret Hardenbroek con su segundo marido, Frederick Philipse se llevó a cabo bajo la ley holandesa que permitía a las mujeres mantener su identidad legal y hacer negocios en su propio nombre, llamado usus. Además, firmó un  acuerdo prenupcial con él para asegurar que su hija heredaría toda la riqueza de su exmarido así como todo o parte de la suya y la de ellos juntos. Margaret Hardenbroek era dueña de lotes en Manhattan y Bergen y de varios barcos, entre ellos New Netherland Indian, Beaver, Pearl y Morning Star.
En 1664 los británicos tomaron el control de Nueva Ámsterdam y bajo las nuevas leyes de los británicos fueron abolidos muchos de sus derechos. Aunque era una mujer de negocios y comerciante consumada, como mujer ya no se la consideraba legalmente independiente. No pudo comprar bienes bajo su propia autoridad ni actuar como agente legal. Además, todas las ganancias que habían logrado sus prósperos negocios ahora eran legalmente de su esposo. Margaret Hardenbroeck continuó dirigiendo los negocios y, con su riqueza, su esposo pudo expandir sus propiedades y convertirse en uno de los hombres más ricos de Nueva York.
Margaret y su marido compraron muchas propiedades y expandieron sus empresas comerciales transatlánticas. Desde su primer matrimonio, Margaret poseía varias naves, una de ellas el King Charles. Ella hizo varios viajes entre Europa y América en estos como sobrecargo responsable de todas las compras y ventas de bienes. Entre los principales cargamentos de los Philips estaban los esclavos y estaban considerados como los mayores traficantes de esclavos en las colonias del norte ya que ellos también utilizaban mano de obra esclava en sus negocios y en el funcionamiento de su mansión de 52 000 acres.
Aunque Philipse fue durante mucho tiempo miembro del Consejo Ejecutivo del gobernador británico, Lord Bellomont ,en 1698 le prohibió permanecer como miembro de la oficina del gobierno por llevar a cabo una trata de esclavos en Nueva York.

## Vida personal

### Primer matrimonio
El 10 de octubre de 1659 se casó con Peter Rudolphus de Vries pero continuó haciendo negocios con su apellido de soltera. En 1660 tuvieron una hija a la que pusieron el nombre de Eva.
Eva de Vries nació en 1660 y se casó con Jacobus Van Cortlandt (1658-1739), un rico comerciante que desempeñó los cargos de trigésimo y de trigésimo tercer alcalde de Nueva York. Era hermano de Stephanus van Cortlandt.
En 1661 murió su marido y le dejó considerables propiedades.
Fue la abuela materna de Frederick Van Cortlandt (1699-1749) y Mary Van Cortlandt (1705-1777), ambos hijos de su hija Eva. Mary se casó en 1728 con Peter Jay (nacido en 1701), y fueron los padres del fundador John Jay (1745- 1829).

## Segundo matrimonio

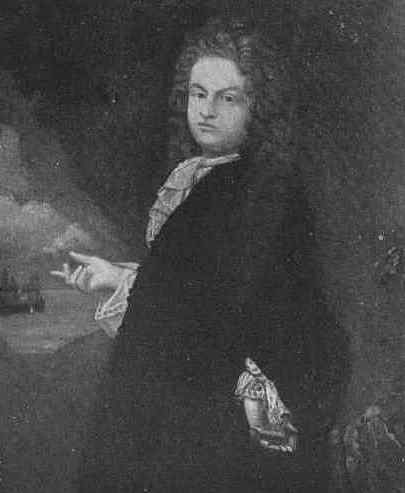
Frederick Philipse, primer señor de Philipse Manor y segundo marido de Margaret Hardenbroeck

En 1662 se casó con Frederick Philipse (1626-1702), un comerciante que a través del comercio con los indios y las buenas relaciones con los gobernadores se había convertido en uno de los principales hombres de la Colonia. Después de su unión, el tribunal de Orphan Masters of New Amsterdam le exigió hacer un inventario de la herencia paterna de su hijo. Debido a su estado inestable ella no pudo hacerlo. Su esposo superó las dificultades considerables al adoptar a Eva, su hija de dos años, prometiéndole que si no tenía hijos propios heredaría la mitad de sus bienes, y si  nacieran otros niños, ella los compartiría por igual. Margaret y Frederick tuvieron varios hijos, entre ellos los siguientes:
- Philip Philipse (1663-1699), que se casó con Maria Sparks († 1698),[2] hija del gobernador Sparks de Barbados.[16]
- Adolphus Philipse (1665-1750), que murió soltero.
- Annetje Philipse (nacida en 1667), que se casó con Phillip French II (1666 / 7-1707), el alcalde número 27 de la ciudad de Nueva York.
- Rombout Philipse (nacido en 1669)

Su nieto a través de su hijo mayor, Philip, fue Frederick Philipse II (1698-1751), el segundo señor de Philipsburg Manor que se casó con Johanna Brockholst (1700-1765), hija de Anthony Brockholst, gobernador interino de Colonial New York. La hermana de Johanna, Susannah Brockholst (1696-1730) se casó con Phillip French III, padres de Susanna French (1723-1789), que se casó con William Livingston (1723-1790), «War-Governor» durante la Revolución Americana, y fue la madre de Henry Brockholst Livingston que fue juez asociado de la Corte Suprema de los Estados Unidos desde 1806-1823.